# Оригінал-макет
Оригіна́л-маке́т — підписані головним редактором шпальти майбутнього друкарського продукту.
Українське законодавство надає таке визначення терміну: Оригінал-макет – оригінал підручника, кожна сторінка якого тотожна відповідній сторінці майбутнього видання.; 

## Підготовка оригінал-макета
У тексті для макету повинні бути внесені правки редактора та коректора. На цьому етапі здійснюється перша верстка. Зверстані розвороти виводяться на папір і ще раз редагуються, після чого вносяться правки. Бажано робити редагувати також і другу верстку. Зазвичай помилки виявляються саме в паперовому варіанті, оскільки в електронній версії їх виявити складно. Необхідно також провести звірку, щоб виявити чи всі правки внесені. Після двох версток оригінал-макет можна вивести на папір. На цьому етапі необхідно основну увагу приділити помилкам технічного характеру: «висячі» рядки, неоднакова кількість рядків на сторінках, повторні переноси тощо. І лише після всіх цих етапів редагування макет підписується головним редактором до друку.